# True Love
|  | Denne artikel er oprettet af botten PalnaBot ud fra en ekstern database. Den kan derfor have sproglige fejl eller mangler. Denne skabelon kan fjernes efter kontrol af indholdet. |

True Love er en kortfilm instrueret af Heidrik á Heygum efter manuskript af Heidrik á Heygum.

## Handling
I gang med dagens gerning møder Døden en betagende ung kvinde. Døden bliver dybt fascineret og forelsket i den unge kvinde, og hun i ham. Men Døden indser, at det er et umuligt kærlighedsforhold, da alting, han rører ved, visner og går til. Døden er dybt fortvivlet over at måtte give slip på sin elskede. Hvad skal Døden gøre for at blive en del af livet?